# Дієго Медіна (болівійський футболіст)
Дієго Данієль Медіна Роман (ісп. Diego Daniel Medina Roman, нар. 13 січня 2002, Санта-Крус-де-ла-Сьєрра) — болівійський футболіст, захисник клубу «Олвейс Реді» та національної збірної Болівії.

## Клубна кар'єра
Народився 13 січня 2002 року в місті Санта-Крус-де-ла-Сьєрра. Вихованець юнацьких команд футбольних клубів «Тауїчі» та «Олвейс Реді». У дорослому футболі дебютував 2021 року виступами за команду «Олвейс Реді», в якій продовжує грати станом на жовтень 2024 року.

## Виступи за збірні
З 2024 років залучався до складу молодіжної збірної Болівії. На молодіжному рівні зіграв у 4 офіційних матчах. 2022 року дебютував в офіційних матчах у складі національної збірної Болівії. У складі збірної був учасником розіграшу Кубка Америки 2024 року у США. Станом на кінець жовтня 2024 року зіграв у складі національної збірної 19 матчів, у яких забитими м'ячами не відзначився.
| Дата       | Місто                   | Господарі         | Результат | Гості     | Турнір                       | Голи | Примітки |
| ---------- | ----------------------- | ----------------- | --------- | --------- | ---------------------------- | ---- | -------- |
| 24-9-2022  | Орлеан                  | Сенегал           | 2 – 0     | Болівія   | товариський матч             | -    | 90+1'    |
| 19-11-2022 | Арекіпа                 | Перу              | 1 – 0     | Болівія   | товариський матч             | -    |          |
| 24-3-2023  | Джидда                  | Узбекистан        | 1 – 0     | Болівія   | товариський матч             | -    |          |
| 28-3-2023  | Джидда                  | Саудівська Аравія | 1 – 2     | Болівія   | товариський матч             | -    | 67'      |
| 20-6-2023  | Санта-Крус-де-ла-Сьєрра | Болівія           | 0 – 0     | Чилі      | товариський матч             | -    |          |
| 27-8-2023  | Кочабамба               | Болівія           | 1 – 2     | Панама    | товариський матч             | -    | 46'      |
| 8-9-2023   | Белен                   | Бразилія          | 5 – 1     | Болівія   | Відбір до ЧС 2026            | -    |          |
| 12-10-2023 | Ла-Пас                  | Болівія           | 1 – 2     | Еквадор   | Відбір до ЧС 2026            | -    | 81'      |
| 17-10-2023 | Асунсьйон               | Парагвай          | 1 – 0     | Болівія   | Відбір до ЧС 2026            | -    |          |
| 22-3-2024  | Алжир                   | Алжир             | 3 – 2     | Болівія   | товариський матч             | -    | 90'      |
| 25-3-2024  | Алжир                   | Болівія           | 1 – 0     | Андорра   | товариський матч             | -    | 46'      |
| 12-6-2024  | Честер                  | Еквадор           | 3 – 1     | Болівія   | товариський матч             | -    |          |
| 14-6-2024  | Іст-Гартфорд            | Колумбія          | 1 – 0     | Болівія   | товариський матч             | -    | 46'      |
| 23-6-2024  | Арлінгтон               | США               | 2 – 0     | Болівія   | Копа Америка 2024 - 1-й етап | -    | 46'      |
| 27-6-2024  | Іст-Ратерфорд           | Уругвай           | 5 – 0     | Болівія   | Копа Америка 2024 - 1-й етап | -    | 82'      |
| 5-9-2024   | Альту-Пата              | Болівія           | 4 – 0     | Венесуела | Відбір до ЧС 2026            | -    |          |
| 10-9-2024  | Сантьяго                | Чилі              | 1 – 2     | Болівія   | Відбір до ЧС 2026            | -    |          |
| 10-10-2024 | Альту-Пата              | Болівія           | 1 – 0     | Колумбія  | Відбір до ЧС 2026            | -    |          |
| 15-10-2024 | Буенос-Айрес            | Аргентина         | 6 – 0     | Болівія   | Відбір до ЧС 2026            | -    |          |
| Усього     |                         | Матчів            | 19        |           | Голів                        | 0    |          |